# Лоу, Софи
Софи́ Ло́у (англ. Sophie Lowe; род. 5 июня 1990, Йоркшир, Англия) — австралийская актриса английского происхождения.

## Ранняя жизнь
Лоу родилась в Шеффилде, Йоркшир, и переехала в Австралию со своей семьей в 2000 году. В раннем подростковом возрасте она подписала контракт с Chadwick Models, но бросила карьеру модели в пользу танцев. Лоу приняла участие в McDonald College of Performing Arts в Сиднее, где она занимается сейчас.

## Карьера
Лоу появилась в ряде рекламных роликов, прежде чем окончила колледж в 2008 году. Первой существенной роль Лоу была в фильме «Красивая Кейт», который был выпущен в 2009 году. За роль в фильме она была номинирована на премию AFI в категории «Лучшая актриса». Другой её заметной ролью стала роль Натали в триллере «Виноват», который был выпущен в 2010 году. Фильм был показан и получил награды на Каннском кинофестивале, Мельбурнском международном кинофестивале, 35-м Международном кинофестивале в Торонто, 47-м Международном кинофестивале в Чикаго и Международном кинофестивале независимого кино в Буэнос-Айресе. Лоу получила главную роль в американском сериале «Однажды в стране чудес» в 2013 году.

## Фильмография

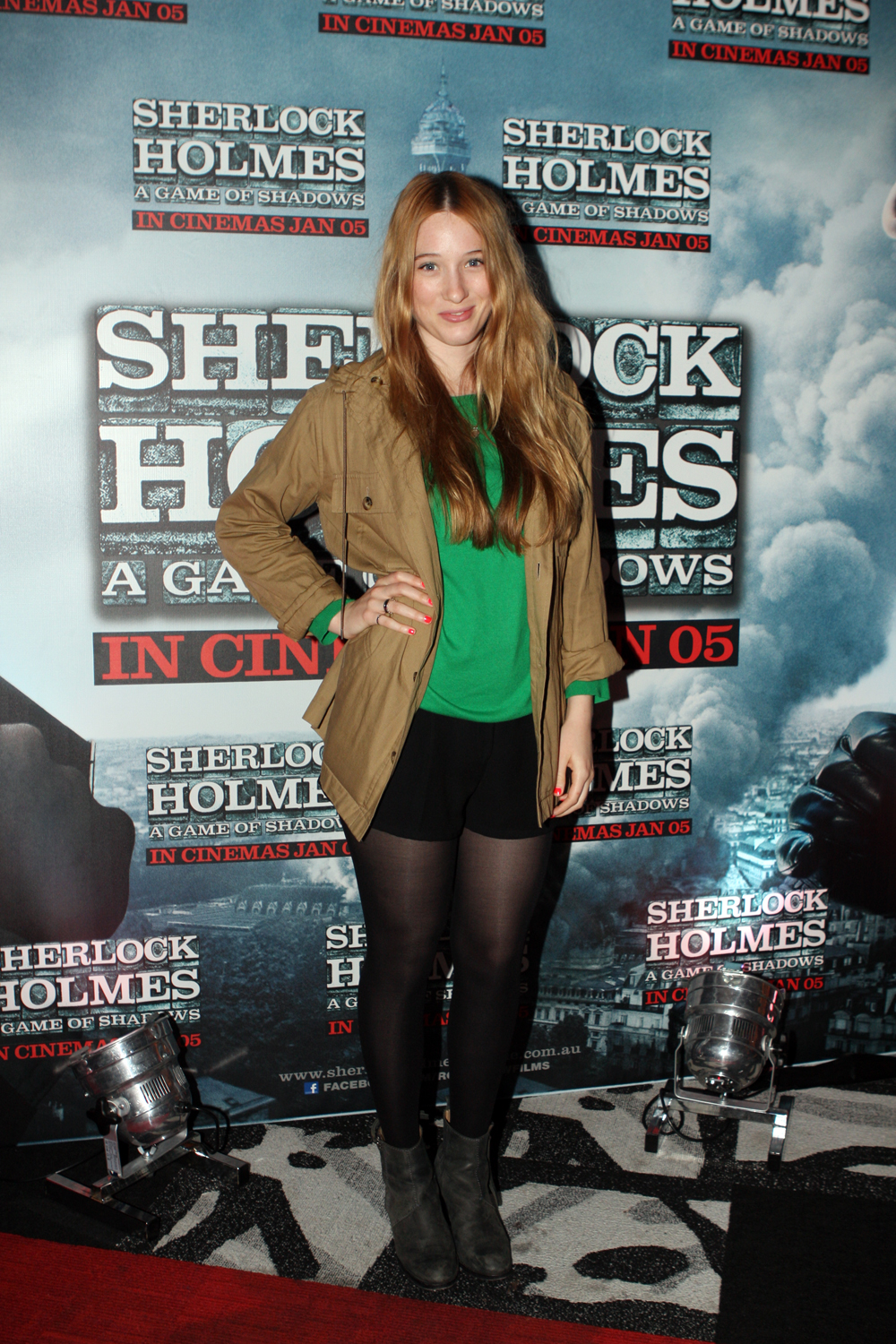
Лоу на премьере фильма «Шерлок Холмс: Игра теней» в Сиднее в декабре 2011 года

| Год       |     | Русское название         | Оригинальное название                      | Роль             |
| --------- | --- | ------------------------ | ------------------------------------------ | ---------------- |
| 2005      | с   | Задний двор науки        | Backyard Science                           | молодая учёная   |
| 2007      | кор | Разжечь                  | Kindle                                     | Хэйли            |
| 2008      | кор | Он. Она. Это             | He. She. It.                               | Кэсси            |
| 2008      | кор | Мираж                    | The Mirage                                 | Деб              |
| 2009      | ф   | Красивая Кейт            | Beautiful Kate                             | Кейт Кендалл     |
| 2009      | с   | Все святые               | All Saints                                 | Хлои             |
| 2009      | ф   |                          | Blessed                                    | Катрина          |
| 2010      | с   |                          | Satisfaction                               | Кейт             |
| 2010      | ф   | Грузовик                 | Road Kill                                  | Нина             |
| 2010      | ф   | Клиника                  | The Clinic                                 | Эллисон          |
| 2010      | ф   |                          | Blame                                      | Натали           |
| 2011      | кор | Поцелуй                  | Kiss                                       | Кристи           |
| 2011      | кор |                          | Moth                                       | Хизер            |
| 2011      | с   | Удар                     | The Slap                                   | Конни            |
| 2013      | ф   | Тайное влечение          | Perfect Mothers                            | Ханна            |
| 2013      | кор |                          | A Man Walks Into a Bar                     | женщина          |
| 2013      | ф   | Философы. Урок выживания | The Philosophers                           | Петра            |
| 2013      | ф   |                          | Autumn Blood                               | девушка          |
| 2013      | с   |                          | It's a Date                                | Викки            |
| 2013—2014 | с   | Однажды в стране чудес   | Once Upon a Time in Wonderland             | Алиса            |
| 2015      | кор |                          | Oscar Wilde's the Nightingale and the Rose | дочь профессора  |
| 2015      | ф   | Что хочет Лола           | What Lola Wants                            | Лола             |
| 2015      | с   | Возвращённые             | The Returned                               | Лена Уиншип      |
| 2015      | с   | Прекрасная ложь          | The Beautiful Lie                          | Китти Баллантайн |
| 2016      | кор |                          | Love Yourself                              | Софи Лоу         |
| 2016      | кор |                          | Tricks                                     | девушка          |
| 2017      | ф   | Редкая бабочка           | The Butterfly Tree                         | Шелли            |
| 2018      | с   | Бритоголовые             | Romper Stomper                             | Зои              |
| 2018      | ф   |                          | Waiting for the Miracle to Come            | Аделина Винтер   |
| 2018      | ф   |                          | Above Suspicion                            | Кэти Патнем      |
| 2022      | ф   | Средневековье            | Jan Žižka                                  | Катерина         |